# کلیسای جامع لاپوا
کلیسای جامع لاپوآ (فنلاندی: Lapuan tuomiokirkko ; سوئدی: Lappo domkyrka) کلیسایی در لاپوآ فنلاند و مقر اسقف نشین لاپوآ است. معماری این کلیسای جامع نئوکلاسیک توسط کارل لودویگ انگل طراحی و در سال ۱۸۲۷ ساخته شد. ارگ بادی این بنا بزرگترین از نوع خود در فنلاند است.